# 30043 Lisamichaels
A 30043 Lisamichaels (korábbi nevén 2000 EJ17) a Naprendszer kisbolygóövében található aszteroida. A LINEAR program keretein belül fedezték fel 2000. március 3-án.
A bolygót Lisa P. Michaels (1995–) amerikai középiskolai hallgatóról, a 2014-es Intel Science Talent Search tudományos verseny döntőséről nevezték el.

## Kapcsolódó szócikk
- Kisbolygók listája (30001–30500)